# Pfelders

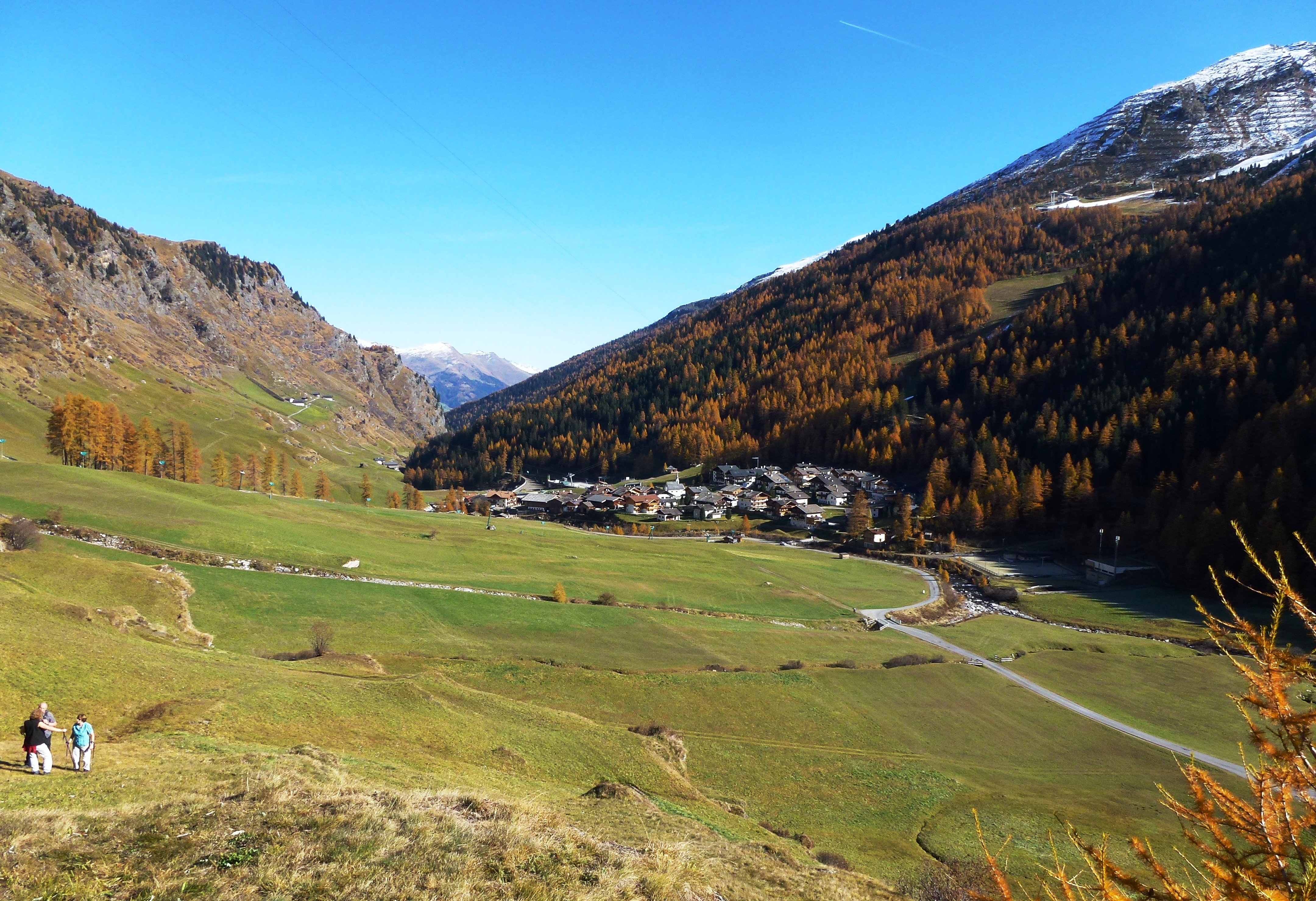
Pfelders von Südwesten (Nov. 2011)

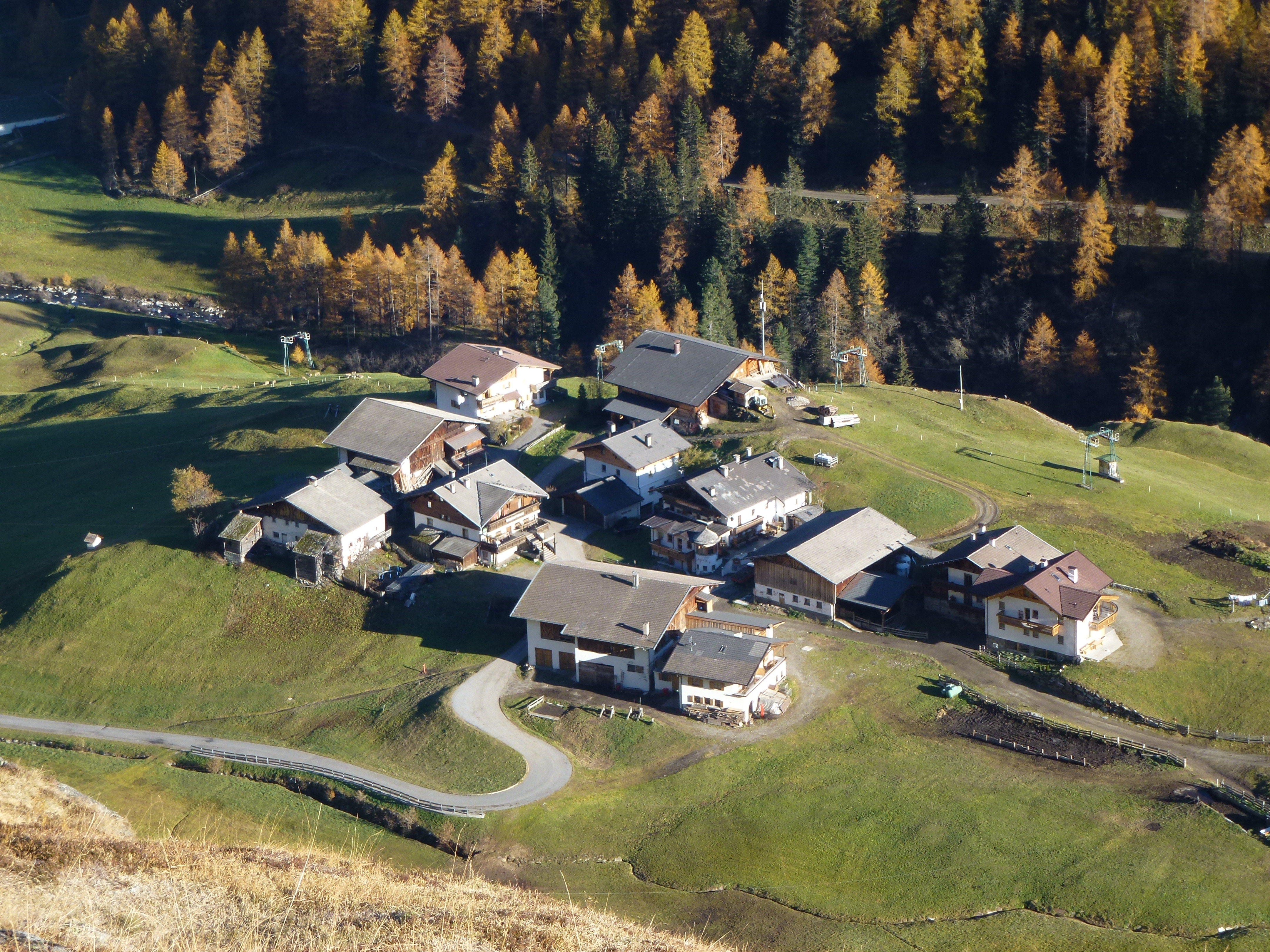
Ortsteil Zeppichl

Pfelders (italienisch Plan) liegt in Südtirol (Italien) im Pfelderer Tal, einem Seitental des hinteren Passeiertals, auf 1630 m Höhe. Das Dorf, eine Fraktion der Gemeinde Moos in Passeier, ist vom Naturpark Texelgruppe umgeben und liegt am Fuße des Hinteren Seelenkogels (3426 m) und der Hochwilde (3482 m). Im kleinen Ortskern steht die Maria-Hilf-Kirche.

## Name
Pfelders ist ersturkundlich 1288 im landesfürstlichen Gesamturbar Graf Meinhards II. von Tirol-Görz als Pfelders und Felders genannt. Dem Namen können Valleres ‚Talbewohner‘ oder Faldaria ‚Ansammlung von Viehhagen‘ zugrunde liegen.

## Geschichte
Das Grund- und Bodenrecht befand sich früher in Besitz der Grafen von Tirol, denen das Gebiet zur Jagd diente. Möglicherweise erfolgte eine erste Besiedlung von Schloss Tirol aus, mit dem Pfelders durch einen uralten geraden Pfad über das Spronser Joch verbunden ist. Mit der Zeit entstanden die vier Höfe Lazins, Zeppichl, Plan und Stein. 1285 werden Lazins und Zeppichl als Schwaighöfe erstmals urkundlich erwähnt. Die Höfe Lazins und Zeppichl besaßen bis 1827 das Recht in Pfelders zur hohen Jagd, wofür sie 60 Gulden an das staatliche Amt Abgabe leisten mussten.
Pfelders war seit frühester Zeit zur Pfarrei St. Peter ob Gratsch gepfarrt, von dem es 7 Stunden Fußmarsch entfernt war. Die Toten konnten im Winter erst nach der Gangbarmachung das Weges auf den Friedhof von  St. Peter überführt werden. 1712 wies das Zisterzienserstift Stams es der Kuratie Moos zu. 1745 ließ das Stift Stams im Ort die Kuratiekirche Maria-Hilf erbauen. Sie wurde später zur Pfarrkirche erhoben. Eine erste Schule wurde notdürftig im Hause des Mesners untergebracht.
1810 wurde der Ort unter bayerischer Herrschaft zur eigenständigen Gemeinde. Bis 1827 besaßen Lazins und Zeppichl das Recht im Thal zur hohen Jagd, wofür sie 60 fl. an die Staatsverwaltung Abgabe leisten mussten. 1847 zählte Pfelders insgesamt 15 Häuser und 122 Einwohner. Im Zuge der Verwaltungsreform von 1854 wurde Platt mit Pfelders und Rabenstein zu einer Gemeinde zusammen gelegt.

## Bildung
In Pfelders gibt es eine Grundschule für die deutsche Sprachgruppe.

## Tourismus
Eine intensive touristische Erschließung hat bisher nicht stattgefunden, das Tal ist recht ruhig. Das Skigebiet hat insgesamt 18 Kilometer Alpin-Pisten bis auf 2520 m, eine 3,5 Kilometer lange Rodelbahn sowie 11 Kilometer Langlaufloipe und ist Mitglied in der Ortler Skiarena. Der Ausbau der Skianlagen ist weitgehend abgeschlossen. Es gibt einen Sessel-/Gondellift für jeweils 6 Personen pro Sessel bzw. Gondel, welche mit Schutzhaube und Sitzheizung ausgestattet sind, einen 2009 erbauten Sessellift Karjochbahn, in welchem pro Sessel vier Personen Platz nehmen können (auch mit Schutzhaube und Sitzheizung) mit dem man sich bis auf das 2520 m über dem Meer gelegene Karjoch begeben kann, allerdings nur mit Skiern.
Auch gibt es zwei kleinere Teller-Schlepplifte (Gampen- und Zeppichllift) auf den kleinen Hängen. Zwischen der Talstation des „Grünboden-Express“, Pfelders, dem Gampenlift und Zeppichl verkehren seit 2007 der City-Bus und das sogenannte Sanftmobil, denn der Zutritt nach Pfelders bzw. Zeppichl mit dem Auto ist mittlerweile nur noch Dorfbewohnern und Gästen erlaubt.
Das Sanftmobil verkehrt nur im Winter – zwischen Hotels und den Skipisten. Dies dient dazu den Verkehr im Ort niedrig zu halten. Um aber auch Tagesgäste im Ort mobil zu halten, sind City-Bus und Sanftmobil eingeführt worden. Außerhalb der Skisaison, im Sommer ist Pfelders ein beliebtes Ziel bei Wanderern und Bergsteigern. Wenn kein Schnee liegt, ist nur der Grünboden-Express-Lift (ausschließlich mit Gondeln) in Betrieb. Im gesamten Ort gibt es einige Pensionen, Hotels und Ferienwohnungen bzw. Appartements, die um die 300 Gäste unterbringen können.